# Station Ryki
Station Ryki is een spoorwegstation in de Poolse plaats Ryki.